# لوري هيل
لوري هيل (بالإسبانية: Laurie Hill)‏ (11 فبراير 1970 بالمكسيك - ) هي لاعبة كرة قدم مكسيكية في مركز الوسط.

## وصلات خارجية
- لوري هيل على موقع الاتحاد الدولي (مؤرشف)  (الإنجليزية)
- لوري هيل على موقع قاعدة بيانات كرة القدم.إي يو (الإنجليزية)